# Benjamin Lay

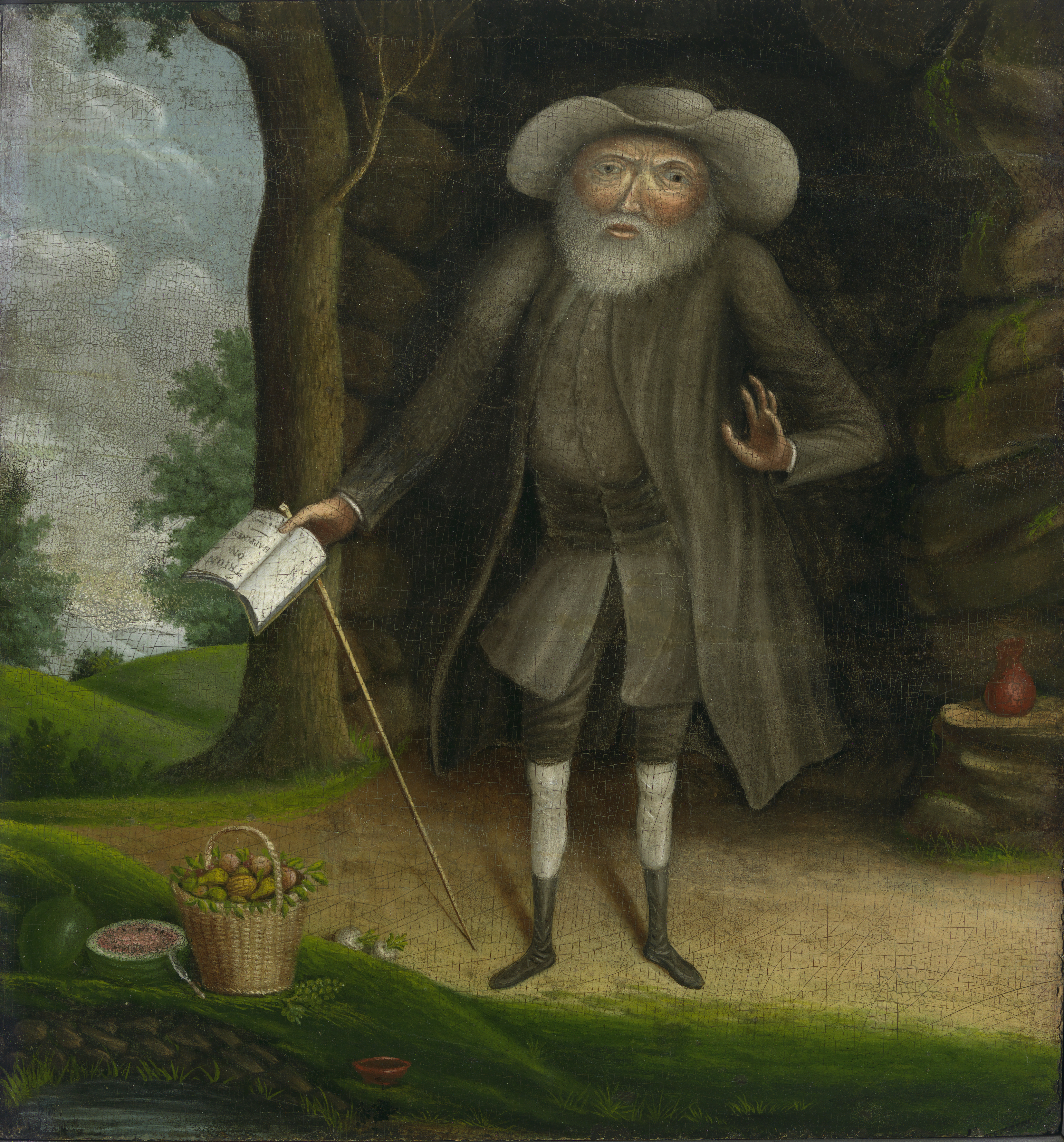
Pintura retratando Benjamin Lay por William Williams.

Benjamin Lay (Copford, 26 de janeiro de 1682 – Abington, 8 de fevereiro de 1759) foi um quaker abolicionista que dedicou parte da sua vida a lutar contra a escravidão. Nascido na Inglaterra, Lay viveu grande parte de sua vida nas colônias americanas, onde seu ativismo gerou tanto admiração quanto controvérsia. Ele é lembrado principalmente por suas táticas dramáticas de protesto e discursos corajosos, frequentemente realizados em reuniões quakers, nas quais denunciava a hipocrisia de seus colegas que possuíam escravos.

## Vida
Benjamin Lay nasceu em 1682, em Copford, Essex, Inglaterra, em uma família quaker de recursos modestos. Durante a juventude, trabalhou como pastor de ovelhas na fazenda de seu meio-irmão e, posteriormente, tornou-se aprendiz de fabricante de luvas, um ofício o qual ele considerava desagradável devido ao forte odor resultante do manuseio de peles de animais.
Buscando maior liberdade e novas experiências, Lay mudou-se para Londres, onde iniciou uma carreira como marinheiro aos 21 anos. Essa mudança proporcionou-lhe contato com pessoas de diversas origens e nacionalidades, além de expô-lo diretamente ao comércio de escravizados.
Em 1714, após aposentar-se da sua vida como marinheiro, Lay participou ativamente de encontros quaker em Londres, onde enfrentou resistência por criticar os pregadores que considerava falsos e carentes de espiritualidade genuína.
Em 1718, ele e sua esposa, Sarah, mudaram-se para Barbados, onde testemunharam de perto as crueldades da escravidão, experiência que solidificou sua oposição antiescravista. Enquanto estavam na ilha, Lay e sua esposa acolhiam centenas de pessoas escravizadas em sua casa para refeições e encontros, o que despertou a hostilidade dos proprietários de escravos e da elite local.
Após dezoito meses em Barbados, retornaram a Londres profundamente transformados e determinados a combater a escravidão. Ao regressarem, Lay voltou a provocar controvérsias ao desafiar ministros durante as celebrações quaker.
Em 1722, mudou-se para Colchester, onde continuou a protestar contra o que via como corrupção entre ministros. A relação de Lay com as comunidades quaker continuou turbulenta ao longo dos anos, com episódios de desobediência e confrontos. Ele frequentemente criticava e interrompia ministros em reuniões, chegando a enfrentar processos legais pelos seus atos.
Em 1732, após anos de desavenças, Lay e Sarah emigraram para a Pensilvânia.